# بلقاء جميلة
ملالوكا جميلة (الاسم العلمي:Melaleuca pulchella) هي نوع من النباتات تتبع جنس الملالوكا من فصيلة الآسيّة.